# Monte Katahdin
O monte Katahdin (em inglês:  Mount Katahdin) é um monte dos Estados Unidos, nas Montanhas Brancas, no Maine. Atinge 1606 m de altitude, pelo que é o ponto mais alto do Maine. Tem 1307 m de proeminência topográfica e 255 km de isolamento topográfico. O seu nome, no idioma dos ameríndios Penobscot, significa "grande montanha".
Situa-se no condado de Piscataquis, e é o acidente geográfico dominante do Baxter State Park. É um maciço granítico empinado e alto formado por una intrusão de granito erodido até à superfície. A flora e a fauna locais são típicas do norte da Nova Inglaterra.
É conhecido por ser o extremo norte do Trilho dos Apalaches.